# Rox Motor
Rox Motor (кит. упр. 极石汽车) — китайский производитель гибридных автомобилей со штаб-квартирой в Шанхае, основанный в 2023 году. До 2024 года назывался Polestones Automobile (极石) или Polar Stone (Jishi).

## История
В 2021 году китайский предприниматель Чжан Цзинь — основатель компании по производству пылесосов Roborock при поддержке Xiaomi — инвестировал полученные средства в Шанхайский стартап ROX Motor. Целью было внедрение в производство электрифицированных, высокотехнологичных автомобилей из алюминия. В течение первого года на работу было нанято 1800 человек. В то же время были подписаны контракты на технологическое сотрудничество с такими компаниями, как Bosch, CATL, Continental AG и Valeo. Первые испытания прототипов начались в ноябре 2022 года, а в июне 2023 года была предоставлена первая официальная информация о технических характеристиках автомобиля Rox Motor, в чьей разработке принимала участие компания BAW.
Официальная премьера первой модели ROX Motor состоялась в августе 2023 года на Пекинском автосалоне, когда было объявлено, что она будет производиться компанией Polestones Automobile, подразделением ROX Motor. Серийное производство автомобиля началось в конце октября 2023 года в рамках соглашения о технологическом сотрудничестве с компанией BAW, а поставки начались в ноябре 2023 года.

## Модельный ряд

### Текущий
- 01